# Ižanska cesta, Ljubljana
Ižanska cesta je ena izmed vpadnic v Ljubljano in predstavlja glavno prometno povezavo z Igom.

## Zgodovina
Cesta se prvič omenja leta 1848 v popisu ljubljanskih cest in ulic kot Sonnegger-Strasse.
Leta 1919 je bila dotedanja Karolinska zemlja preimenovana in postala je del Ižanske ceste.

16.6.2013 se je začela rekonstrukcija med odsekoma Matena in Črna vas. 
 Prvotno je bil konec rekonstrukcije predviden 25.8.2013, vendar so se, zaradi neustreznega terena in zahtevnosti rekonstrukcije, dela podaljšala do konca oktobra.

## Urbanizem
Cesta se prične na križišču s Hradeckega cesto in se konča kot regionalna cesta, ki pelje proti Igu. 
Od severa proti jugu se na cesto navezujejo: Karlovška, Orlova, Potokarjeva, Hladnikova, Jurčkova, Malova, Dolgi breg, Uršičev štradon, Lahova pot, Peruzzijeva, Črna vas, Bizoviški štradon in Hauptmanca.
Od glavne ceste se odcepi več slepih krakov.
Ob cesti se nahaja Botanični vrt Univerze v Ljubljani.

## Javni potniški promet
Po Ižanski cesti potekajo trase več mestnih avtobusnih linij (19B, 19I in 27). 
Skupaj je na vsej cesti od začetka do meje MOL 9 postajališč mestnega potniškega prometa.

### Postajališča MPP
| postajališče       | št. linije |
| ------------------ | ---------- |
| 603122 Ižanska     | 27         |
| 603092 Livada      | 19B, 19I   |
| 603102 Ilovica     | 19B, 19I   |
| 603112 Lahova pot  | 19B, 19I   |
| 604012 Iški most   | 19B, 19I   |
| 604022 Barje       | 19B, 19I   |
| 604052 Pri Maranzu | 19I        |
| 604062 Ižica       | 19I        |
| 604042 Havptmance  | 19I        |

| postajališče       | št. linije |
| ------------------ | ---------- |
| 604041 Havptmance  | 19I        |
| 604061 Ižica       | 19I        |
| 604051 Pri Maranzu | 19I        |
| 604023 Barje       | 19B, 19I   |
| 604011 Iški most   | 19B, 19I   |
| 603101 Lahova pot  | 19B, 19I   |
| 603111 Ilovica     | 19B, 19I   |
| 603121 Ižanska     | 27         |